# 福安直樹
福安 直樹（ふくやす なおき）は、日本の情報工学者。大阪工業大学情報科学部情報システム学科教授。博士（工学）（名古屋大学）。第一種情報処理技術者。日本ソフトウェア科学会実践的IT教育研究会(rePiT) 主査および第29回ソフトウェア工学の基礎ワークショップ FOSE2022プログラム運営委員。文部科学省enPiT事業2019産学連携WG委員。情報処理学会2006運営委員。
専門は、ソフトウェア工学・Web工学（Webアプリケーション含む）、プログラミング（C、Java、Python含む）、アジャイル開発・テスト環境・データベース構築、教育工学。

## 略歴
1996年名古屋大学工学部情報工学科卒業。同大学大学院工学研究科情報工学専攻修士課程修了。2000年同工学研究科情報工学専攻博士課程修了、博士（工学）（名古屋大学）。その後、和歌山大学助手/助教、同大学システム工学部准教授などを経て、2021年大阪工業大学情報科学部に着任。2025年現在、同学部情報システム学科教授。
主な所属学会は、日本ソフトウェア科学会、情報処理学会、教育システム情報学会、IEEE。主な受賞は、情報処理学会論文賞(1999)、Best Paper Award(3rd IEEE/ACIS International Conference 2018 on Big Data, Cloud Computing, Data Science & Engineerin)、ソフトウェアエンジニアリングシンポジウム最優秀論文賞(2022)。主な著書は、ソフトウェア工学の基礎XXIV - レクチャーノート ソフトウェア学（共著、近代科学社2017、学術書）。

## 主な研究
- アジャイルソフトウェア開発教育のためのチケットシステムを用いたプロジェクト定量的評価手法の提案[3]
- 多様な問題パターンおよび難易度を考慮した言語系生成AIによるプログラミング演習問題自動生成手法の検討[4]
- コードメトリクスを利用した機械学習系ソフトウェアの特徴分析
- Webアプリケーションフレームワーク利用に潜む課題 ～ 実プロジェクトデータを題材に
- アプリケーション開発事例を対象としたテスト設計によるプロセス改善への影響調査
- 細粒度ソフトウェア・リポジトリに基づいたソースプログラムの安全な変更[5]